# فردیناندو دی ماتهیس
فردیناندو دی ماتهیس (انگلیسی: Ferdinando De Matthaeis؛ زادهٔ ۲۹ مهٔ ۱۹۶۱) بازیکن فوتبال است.